# Raadhuis (Spanbroek)

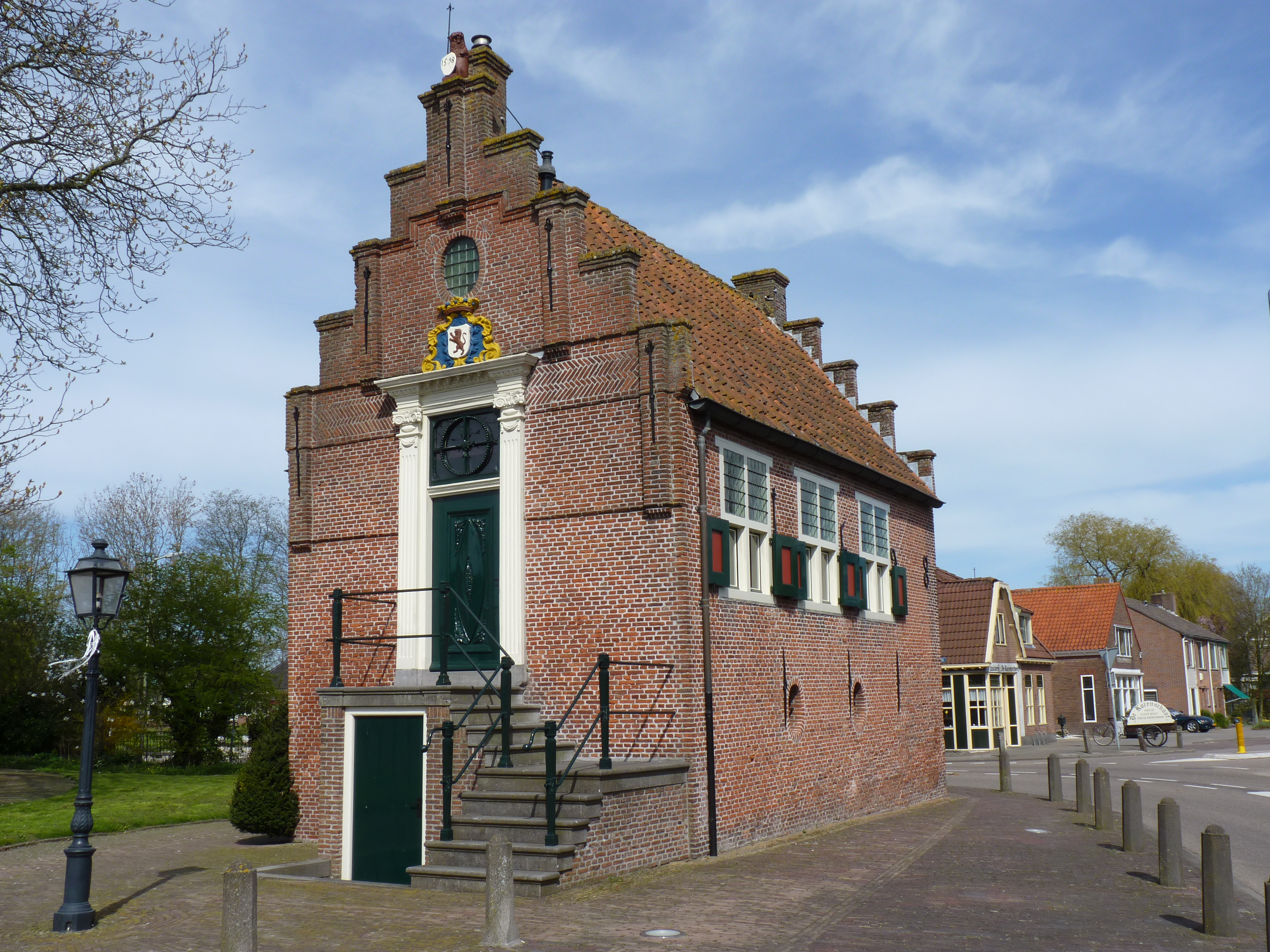
Voorzijde van het raadhuis in 2011

Het Raadhuis van Spanbroek ligt aan de Spanbroekerweg 39 in het Noord-Hollandse Spanbroek. Het huisje werd gebouwd in 1598 en is hiermee een van de oudste raadhuizen van West-Friesland. 

## Gebouw
Het is een klein rechthoekig gebouw van rode baksteen en aan beide kanten voorzien van trapgevels. Het gebouw heeft een verdieping en wordt afgedekt met een zadeldak. De toegangsdeur op het bordes is omstreeks 1790 voorzien van een omlijsting in Lodewijk XVI-stijl. Tussen de vensters aan de zijkant zijn jaartalankers aangebracht met 1598. Aan de westzijde hangt het wapen van Spanbroek, met kroon en het jaartal 1598. In het souterrain bevindt zich een cachot met een dubbele deur dat is voorzien van een doorgeefluik. Het halletje komt uit op een ruimte waar van oorsprong de cellen waren.

## Geschiedenis
In 1462 kreeg Spanbroek van hertog Philips van Bourgondië, die ook graaf van Holland was, het voorrecht tot het bouwen van een stadhuis. De reden is dat de schout, die tevens herbergier was, te vaak en/of te veel bier schonk hetgeen de kwaliteit van de rechtspraak niet ten goede kwam. In 1537 bepaalde keizer Karel V opnieuw dat de rechtspraak niet ten huize van de schout diende plaats te vinden, maar elke woensdag, 8 uur vóór de middag in een speciaal daartoe te bestemmen gebouw nabij de kerk.
Het huidige raadhuis werd gerealiseerd in 1598 en was in gebruik tot 1884. In ca. 1920 deed het dienst als hulpmagazijn van het Witte Kruis. In latere jaren werd het gebruikt als gemeentelijke trouwlocatie. Sinds 1971 is het gebouw als rijksmonument opgenomen op de monumentenlijst. Rond het jaar 2000 werd het raadhuis gerestaureerd en in de oorspronkelijke staat gebracht.